# Maybe Tomorrow (nummer van The Jackson 5)
Maybe Tomorrow is een nummer van The Jackson 5 uit 1971. Het is de tweede single van hun gelijknamige vijfde studioalbum. In 1987 werd het nummer gecoverd door de Britse reggaeband UB40, als nieuw nummer op hun verzamelalbum A Year Has Many Days.
De originele versie van The Jackson 5 behaalde in thuisland de Verenigde Staten een bescheiden 20e positie in de Billboard Hot 100. In Europa bleven noteringen in de hitlijsten echter uit. Het nummer werd aanvankelijk aangeboden bij Sammy Davis Jr, maar die moest bedanken vanwege een druk tijdschema. De cover van UB40 uit 1987 flopte op zijn beurt in de Verenigde Staten, maar deed het wel weer goed op de Britse eilanden en in het Nederlandse taalgebied. De single bereikte in UB40's thuisland het Verenigd Koninkrijk de 14e positie in de UK Singles Chart en in Ierland  de 6e positie.
In Nederland was de plaat op vrijdag 9 oktober 1987 Veronica Alarmschijf op de volle vrijdag op Radio 3 en werd mede hierdoor een gigantische hit. De plaat bereikte de 3e positie in de Nederlandse Top 40 en de 5e positie in de Nationale Hitparade Top 100. In de Europese hitlijst op Radio 3, de TROS Europarade, werd géén notering behaald, aangezien deze hitlijst op 25 juni 1987 voor de laatste keer werd uitgezonden.
In België bereikte de plaat de 7e positie in de Vlaamse Ultratop 50 en de 12e positie in de Vlaamse Radio 2 Top 30.